# István Bárány
István Bárány (n. 20 decembrie 1907, Eger, Heves, Ungaria – d. 21 februarie 1995, Budapesta, Ungaria) a fost un jurnalist ce a reprezentat Ungaria, medaliat olimpic. A participat la 3 ediții ale Jocurilor Olimpice (1924, 1928, 1932) în care a câștigat o medalie de argint și o medalie de bronz.